# ギダ
ギダ (ロシア語: Гыда)とは、ロシア連邦ヤマロ・ネネツ自治管区タス地区ギダ農村居住区域にある村。人口は3,614人（2017年）。